# BMW 2er Active Tourer
BMW 2er Active Tourer ist ein Kompaktvan des deutschen Automobilherstellers BMW. Die erste Generation war das erste Modell von BMW mit einem reinen Frontantrieb.

## Modelle
- Erste Generation BMW F45, 03/2014–10/2021. Von diesem Fahrzeug gibt es eine längere, bis zu siebensitzige Variante, den Gran Tourer (F46).
- Zweite Generation BMW U06, seit 2021. Der Marktstart erfolgte im Februar 2022.[1]

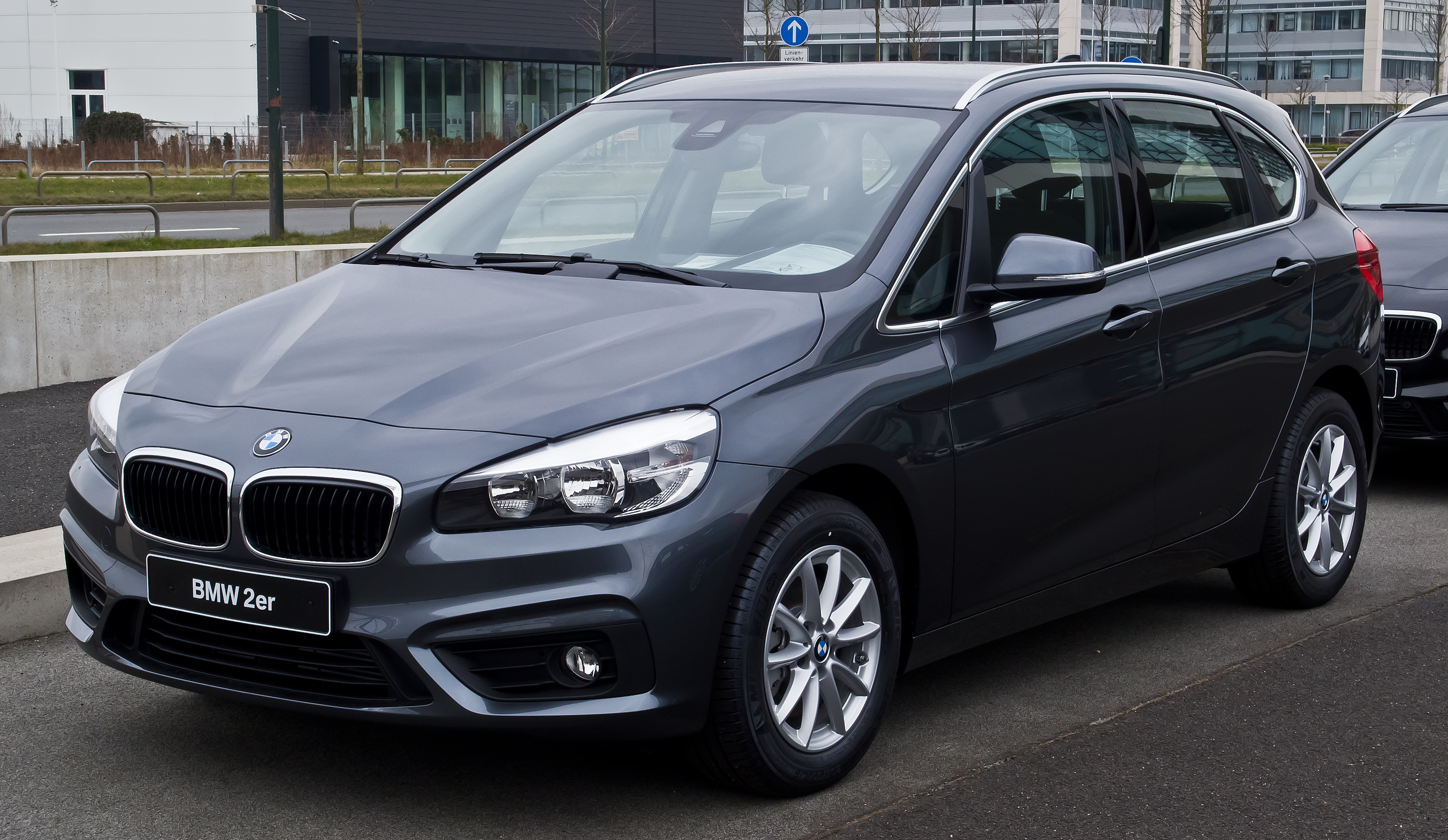
BMW F45 (2014–2021)
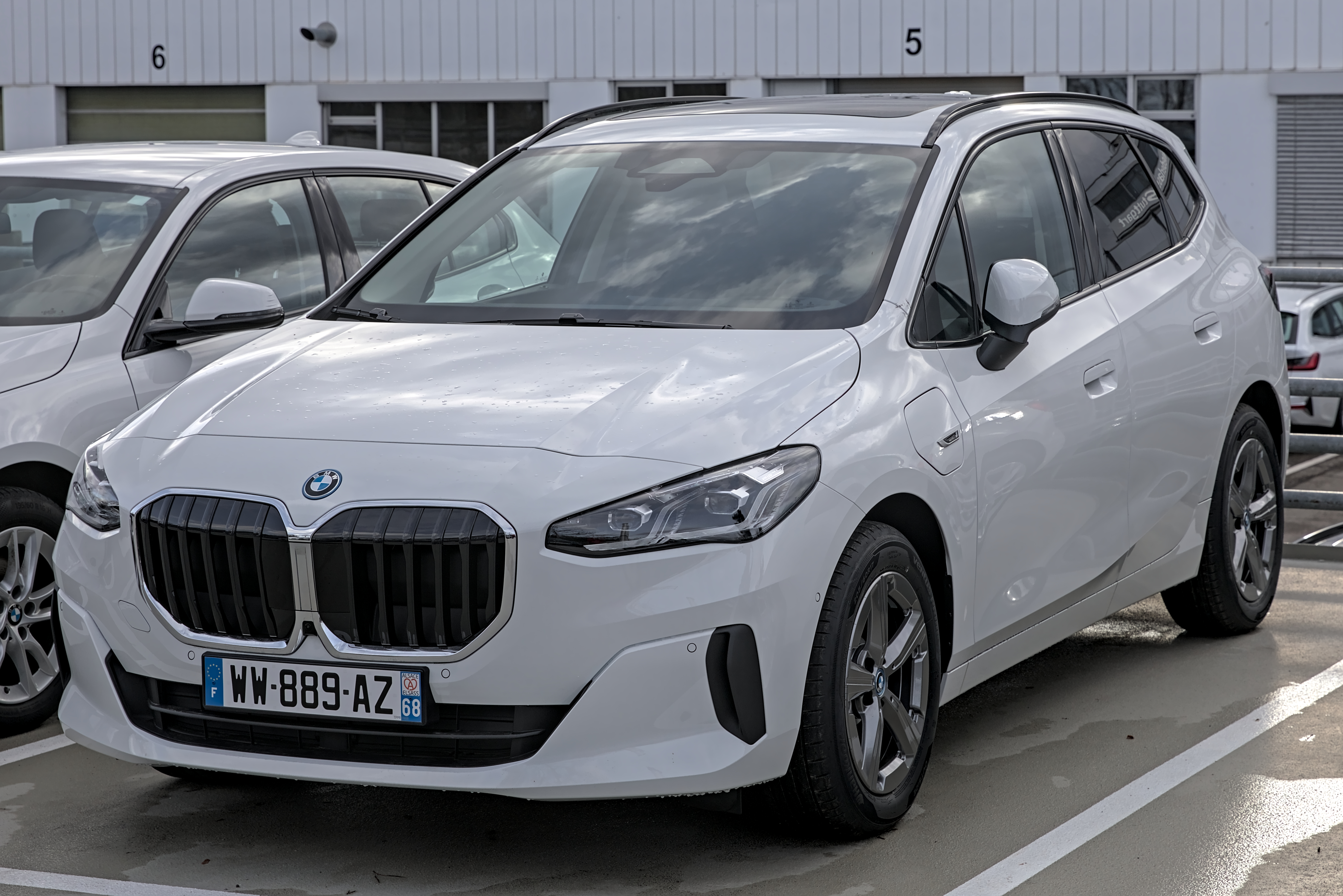
BMW U06 (seit 2021)